# NBA 1970/71
Die NBA-Saison 1970/71 war die 25. Saison der National Basketball Association (NBA). Sie begann am Dienstag, den 13. Oktober 1970, und endete regulär nach 697 Spielen mit dem Spiel der Portland Trailblazers bei den Cleveland Cavaliers am Dienstag, den 23. März 1971. Die Postseason begann am Mittwoch, den 24. März, und endete am Freitag, den 30. April, mit 4—0 Finalsiegen der Milwaukee Bucks über die Baltimore Bullets.

## Saisonnotizen
- Drei neue Franchises in Buffalo, Cleveland und Portland starteten in dieser Saison. Damit wurde es nötig, Conferences einzuführen, welche nunmehr ebenfalls durch je zwei Divisions unterteilt wurden. Die Eastern Conference durch die Atlantic und die Central Division, die Western Conference durch Pacific Division und Midwest Division.[1] Die beiden ersten jeder Division spielten in den Playoffs, die Divisionssieger hatten Heimrecht. Somit hatten die Bullets und die Lakers Heimrecht – d. h. ein Heimspiel mehr – als ihre Erstrundengegner mit der besseren Siegquote, die Sixers und die Bulls. Noch schwerer wog, dass die Phoenix Suns als Drittplatzierter der Midwest Division ganze sieben Spiele besser waren als die Zweitplatzierten der Pacific Division, die San Francisco Warriors.[2]
- Erster Draft-Pick in der NBA-Draft 1970 wurde Bonnie Bob Lanier von der St. Bonaventure University für die Detroit Pistons.[3]
- Das 21. All-Star-Game fand am Dienstag, den 12. Januar 1971, vor 14.378 Zuschauern in der San Diego Sports Arena von San Diego, Kalifornien statt. Larry Costellos Western All-Stars besiegten Red Holzmans Eastern All-Stars mit 108—107. All-Star Game MVP wurde Lenny Wilkens von den Seattle Supersonics.[4]
- Die meisten Ballverluste (seit diese gezählt werden) leisteten sich die San Francisco Warriors mit 45 Turnovers am 9. März gegen die Boston Celtics.

## Abschlusstabellen
Pl. = Rang,  = Für die Playoffs qualifiziert, Sp = Anzahl der Spiele, S—N = Siege—Niederlagen, % = Siegquote (Siege geteilt durch Anzahl der bestrittenen Spiele), GB = Rückstand auf den Führenden der Division in der Summe von Sieg- und Niederlagendifferenz geteilt durch zwei, Heim = Heimbilanz, Ausw. = Auswärtsbilanz, Neutr. = Bilanz auf neutralem Boden, Div. = Bilanz gegen die Divisionsgegner

### Eastern Conference

#### Atlantic Division
| Pl. | Mannschaft         | Sp | S—N   | %    | GB | Heim  | Ausw. | Neutr. | Div.  |
| --- | ------------------ | -- | ----- | ---- | -- | ----- | ----- | ------ | ----- |
| 1.  | New York Knicks    | 82 | 52—30 | .634 | —  | 32—90 | 19—20 | 01—10  | 10—60 |
| 2.  | Philadelphia 76ers | 82 | 47—35 | .573 | 5  | 24—15 | 21—18 | 02—20  | 10—60 |
| 3.  | 0Boston Celtics0   | 82 | 44—38 | .537 | 8  | 25—14 | 18—22 | 01—20  | 08—80 |
| 4.  | Buffalo Braves     | 82 | 22—60 | .268 | 30 | 22—16 | 16—22 | 04—20  | 02—10 |

#### Central Division
| Pl. | Mannschaft          | Sp | S—N   | %    | GB | Heim  | Ausw. | Neutr. | Div.  |
| --- | ------------------- | -- | ----- | ---- | -- | ----- | ----- | ------ | ----- |
| 1.  | Baltimore Bullets   | 82 | 42—40 | .512 | —  | 24—13 | 16—25 | 02—20  | 10—60 |
| 2.  | 0Atlanta Hawks0     | 82 | 36—46 | .439 | 6  | 21—20 | 14—26 | 01—00  | 09—70 |
| 3.  | Cincinnati Royals   | 82 | 33—49 | .402 | 9  | 17—16 | 11—28 | 05—50  | 12—60 |
| 4.  | Cleveland Cavaliers | 82 | 15—67 | .183 | 27 | 11—30 | 02—37 | 02—00  | 01—13 |

### Western Conference

#### Midwest Division
| Pl. | Mannschaft        | Sp | S—N   | %    | GB | Heim  | Ausw. | Neutr. | Div.  |
| --- | ----------------- | -- | ----- | ---- | -- | ----- | ----- | ------ | ----- |
| 1.  | Milwaukee Bucks   | 82 | 66—16 | .805 | —  | 34—20 | 28—13 | 04—10  | 14—40 |
| 2.  | Chicago Bulls     | 82 | 51—31 | .622 | 15 | 30—11 | 17—19 | 04—10  | 07—11 |
| 3.  | Phoenix Suns      | 82 | 48—34 | .585 | 18 | 27—14 | 19—20 | 02—00  | 09—90 |
| 4.  | 0Detroit Pistons0 | 82 | 45—37 | .549 | 21 | 24—17 | 20—19 | 01—10  | 06—12 |

#### Pacific Division
| Pl. | Mannschaft             | Sp | S—N   | %    | GB | Heim  | Ausw. | Neutr. | Div.  |
| --- | ---------------------- | -- | ----- | ---- | -- | ----- | ----- | ------ | ----- |
| 1.  | Los Angeles Lakers     | 82 | 48—34 | .585 | —  | 30—11 | 17—22 | 01—10  | 15—70 |
| 2.  | San Francisco Warriors | 82 | 41—41 | .500 | 7  | 20—18 | 19—21 | 02—20  | 12—10 |
| 3.  | San Diego Rockets      | 82 | 40—42 | .488 | 8  | 24—15 | 15—26 | 01—10  | 13—80 |
| 4.  | Seattle Supersonics    | 82 | 38—44 | .463 | 10 | 27—13 | 11—30 | 00—10  | 10—10 |
| 5.  | Portland Trailblazers  | 82 | 29—53 | .354 | 19 | 18—21 | 09—26 | 02—60  | 03—15 |

## Ehrungen
- Most Valuable Player 1970/71: Kareem Abdul-Jabbar, Milwaukee Bucks
- Rookie of the Year 1970/71: Dave Cowens, Detroit Pistons / Geoff Petrie, Portland Trailblazers
- Coach of the Year 1970/71: Dick Motta, Chicago Bulls
- All-Star Game MVP 1971: Lenny Wilkens, Seattle Supersonics
- NBA-Finals MVP 1971: Kareem Abdul-Jabbar, Milwaukee Bucks

| - All-NBA First Team: - John Havlicek, Boston Celtics - Billy Cunningham, Philadelphia 76ers - Kareem Abdul-Jabbar, Milwaukee Bucks - Jerry West, Los Angeles Lakers - Dave Bing, Detroit Pistons                         | - All-NBA Second Team: - Gus Johnson, Baltimore Bullets - Bob Love, Chicago Bulls - Willis Reed, New York Knickerbockers - Walt Frazier, New York Knickerbockers - Oscar Robertson, Cincinnati Royals |
| - All-Rookie Team: - Geoff Petrie, Portland Trailblazers - Dave Cowens, Boston Celtics - Pete Maravich, Atlanta Hawks - Calvin Murphy, San Diego Rockets - Bob Lanier, Detroit Pistons                                    | |
| - All-Defensive First Team: - Dave DeBusschere, New York Knickerbockers - Gus Johnson, Baltimore Bullets - Nate Thurmond, San Francisco Warriors - Walt Frazier, New York Knickerbockers - Jerry West, Los Angeles Lakers | - All-Defensive Second Team: - Kareem Abdul-Jabbar, Milwaukee Bucks - John Havlicek, Boston Celtics - Jerry Sloan, Chicago Bulls - Paul Silas, Phoenix Suns - Norm Van Lier, Cincinnati Royals        |

## Führende Spieler in Einzelwertungen
| Kategorie        | Spieler             | Mannschaft         | Wert     |
| ---------------- | ------------------- | ------------------ | -------- |
| Punkte/Spiel ∆   | Kareem Abdul-Jabbar | Milwaukee Bucks    | 31,7 PpS |
| Wurfquote †      | Johnny Green        | Philadelphia 76ers | 58,7 %   |
| Freiwurfquote ‡  | Chet Walker         | Chicago Bulls      | 85,9 %   |
| Assists/Spiel ∆  | Norm Van Lier       | Cincinnati Royals  | 10,2 ApS |
| Rebounds/Spiel ∆ | Wilt Chamberlain    | Los Angeles Lakers | 18,2 RpS |

∆ 70 Spiele erforderlich.

† 700 Würfe erforderlich. Green nahm 855 Schüsse und traf 502 mal.

‡ 350 Freiwurfversuche erforderlich. Walker traf 480 von 559.

- Mit 350 beging Dave Cowens von den Boston Celtics die meisten Fouls. John Trapp von den San Diego Rockets war mit 16 mal am häufigsten fouled out.
- Seit der Saison 1969/70 werden den Statistiken in den Kategorien „Punkte“, „Assists“ und „Rebounds“ nicht länger die insgesamt erzielten Leistungen zu Grunde gelegt, sondern die Quote pro Spiel.[5]
- John Havlicek von den Boston Celtics stand in 81 Einsätzen 45,4 Minuten pro Spiel auf dem Parkett. Auch mit insgesamt 3678 Minuten hatte er die längste Einsatzzeit.
- Den besten Punkteschnitt der Saison hatte Kareem Abdul-Jabbar mit 31,7 Punkten pro Spiel. Bei 2596 Punkten in 82 Einsätzen hatte er auch den besten Gesamtwert. Seine Wurfquote war die zweitbeste mit 57,7 %.
- Johnny Green machte insgesamt 1252 Punkte.
- Chet Walker verwandelte mit der besten Freiwurfquote die insgesamt siebentmeisten Freiwürfe. Mit 615 bei einer Quote von 79,7 % warf Dave Bing von den Detroit Pistons die meisten Freiwürfe.
- Norm Van Lier gewährte mit 832 Assists auch die meisten der Liga.
- Wilt Chamberlain hatte mit 1493 auch die meisten Rebounds der Saison.

## Playoffs-Baum
| Conference-Halbfinals | Conference-Halbfinals  | Conference-Halbfinals |    |                     | Conference-Finals | Conference-Finals | Conference-Finals |  |  | NBA-Finals | NBA-Finals | NBA-Finals |
|                       |                        |                       |    |                     |                   |                   |                   |  |  |            |            |            |
| W1                    | Milwaukee Bucks        | 4                     |    |                     |                   |                   |                   |  |  |            |            |            |
| W4                    | San Francisco Warriors | 1                     |    |                     |                   |                   |                   |  |  |            |            |            |
| W4                    | San Francisco Warriors | 1                     | W1 | Milwaukee Bucks     | 4                 |                   |                   |  |  |            |            |            |
| Western Conference    |                        |                       | W1 | Milwaukee Bucks     | 4                 |                   |                   |  |  |            |            |            |
|                       | W2                     | Los Angeles Lakers    | 1  |                     |                   |                   |                   |  |  |            |            |            |
| W2                    | W2                     | Los Angeles Lakers    | 1  | Los Angeles Lakers  | 4                 |                   |                   |  |  |            |            |            |
| W2                    |                        |                       |    | Los Angeles Lakers  | 4                 |                   |                   |  |  |            |            |            |
| W3                    | Chicago Bulls          | 3                     |    |                     |                   |                   |                   |  |  |            |            |            |
| W3                    | Chicago Bulls          | 3                     | W1 | Milwaukee Bucks     | 4                 |                   |                   |  |  |            |            |            |
|                       |                        |                       |    | Milwaukee Bucks     | 4                 |                   |                   |  |  |            |            |            |
|                       | E2                     | Baltimore Bullets     | 0  |                     |                   |                   |                   |  |  |            |            |            |
| E3                    | E2                     | Baltimore Bullets     | 0  | Philadelphia Sixers | 3                 |                   |                   |  |  |            |            |            |
| E3                    |                        |                       |    | Philadelphia Sixers | 3                 |                   |                   |  |  |            |            |            |
| E2                    | Baltimore Bullets      | 4                     |    |                     |                   |                   |                   |  |  |            |            |            |
| E2                    | Baltimore Bullets      | 4                     | E2 | Baltimore Bullets   | 4                 |                   |                   |  |  |            |            |            |
| Eastern Conference    |                        |                       | E2 | Baltimore Bullets   | 4                 |                   |                   |  |  |            |            |            |
|                       | E1                     | New York Knicks       | 3  |                     |                   |                   |                   |  |  |            |            |            |
| E4                    | E1                     | New York Knicks       | 3  | Atlanta Hawks       | 1                 |                   |                   |  |  |            |            |            |
| E4                    |                        |                       |    | Atlanta Hawks       | 1                 |                   |                   |  |  |            |            |            |
| E1                    | New York Knicks        | 4                     |    |                     |                   |                   |                   |  |  |            |            |            |

## Playoffs-Ergebnisse
Die Playoffs begannen am 24. März und wurden in der ersten Runde, den Conference-Finals und den NBA-Finals nach dem Modus Modus „Best of Seven“ ausgetragen. Die beiden besten Teams einer Division kamen in die Playoffs und wurden dem anderen Seed der jeweils anderen Division zugeordnet. Die Divisionssieger hatten Heimrecht, also ein Heimspiel mehr. Die Milwaukee Bucks trugen ihre Heimspiele der Conference-Halbfinals in Madison, Wisconsin aus. Für die Conference-Finals kehrten sie nach Cream City (benannt nach der Farbe einer örtlichen Ziegelsorte) zurück.
Oscar Robertson, der zu den Milwaukee Bucks gewechselt war, gewährte 124 Assists in der Postseason. Wes Unseld von den Baltimore Bullets errang 339 Rebounds, sein Teamkamerad Earl Monroe erzielte 397 Punkte.
Derweil ging die Serie der Philadelphia Sixers von 9 Playoff-Heimspielniederlagen in Folge am 3. April zu Ende. Baltimore verlor indes zehn Spiele der Postseason, nur vier Teams leisteten sich je mehr Niederlagen, allerdings bei einer zusätzlichen Playoffrunde.

### Eastern Conference-Halbfinals
New York Knickerbockers 4, Atlanta Hawks 1

Donnerstag, 25. März: New York 112 – 101 Atlanta

Sonnabend, 27. März: New York 104 – 113 Atlanta

Sonntag, 28. März: Atlanta 95 – 110 New York

Dienstag, 30. März: Atlanta 107 – 113 New York

Donnerstag, 1. April: New York 111 – 107 Atlanta
Baltimore Bullets 4, Philadelphia 76ers 3

Mittwoch, 24. März: Baltimore 112 – 126 Philadelphia

Freitag, 26. März: Philadelphia 107 – 119 Baltimore

Sonntag, 28. März: Baltimore 111 – 103 Philadelphia

Dienstag, 30. März: Philadelphia 105 – 120 Baltimore

Donnerstag, 1. April: Baltimore 103 – 104 Philadelphia

Sonnabend, 3. April: Philadelphia 98 – 94 Baltimore

Sonntag, 4. April: Baltimore 128 – 120 Philadelphia

### Western Conference-Halbfinals
Milwaukee Bucks 4, San Francisco Warriors 1

Sonnabend, 27. März: San Francisco 96 – 107 Milwaukee

Montag, 29. März: Milwaukee 104 – 90 San Francisco

Dienstag, 30. März: Milwaukee 114 – 102 San Francisco

Donnerstag, 1. April: San Francisco 106 – 104 Milwaukee

Sonntag, 4. April: Milwaukee 136 – 86 San Francisco
Los Angeles Lakers 4, Chicago Bulls 3

Mittwoch, 24. März: Los Angeles 100 – 99 Chicago

Freitag, 26. März: Los Angeles 105 – 95 Chicago

Sonntag, 28. März: Chicago 106 – 98 Los Angeles

Dienstag, 30. März: Chicago 112 – 102 Los Angeles

Donnerstag, 1. April: Los Angeles 115 – 86 Chicago

Sonntag, 4. April: Chicago 113 – 99 Los Angeles

Dienstag, 6. April: Los Angeles 109 – 98 Chicago

### Eastern Conference-Finals
Baltimore Bullets 4, New York Knickerbockers 3

Dienstag, 6. April: New York 112 – 111 Baltimore

Freitag, 9. April: New York 107 – 88 Baltimore

Sonntag, 11. April: Baltimore 114 – 88 New York

Mittwoch, 14. April: Baltimore 101 – 80 New York

Freitag, 16. April: New York 89 – 84 Baltimore

Sonntag, 18. April: Baltimore 113 — 96 New York

Montag, 19. April: New York 91 – 93 Baltimore

### Western Conference-Finals
Milwaukee Bucks 4, Los Angeles Lakers 1

Freitag, 9. April: Milwaukee 106 – 85 Los Angeles

Sonntag, 11. April: Milwaukee 91 – 73 Los Angeles

Mittwoch, 14. April: Los Angeles 118 – 107 Milwaukee

Freitag, 16. April: Los Angeles 94 – 117 Milwaukee

Sonntag, 18. April: Milwaukee 116 – 98 Los Angeles

## NBA-Finals

### Milwaukee Bucks vs. Baltimore Bullets
Die Baltimore Bullets mussten in den Finals verletzungsbedingt auf Leistungsträger wie Wes Unseld, Earl Monroe oder Gus Johnson verzichten und wurden sieglos abgefertigt. So kam es mit 38,4 % zur niedrigsten Wurfquote einer Vier-Spiele-Finalserie und den wenigsten Freiwürfen, nämlich 52. Die meisten Ballverluste und die höchste Reboundquote wurden vier Jahre später von den Golden State Warriors übertroffen (Stand: 2020).
Die Finalergebnisse:

Mittwoch, 21. April: Milwaukee 98 – 88 Baltimore

Sonntag, 25. April: Baltimore 83 – 102 Milwaukee

Mittwoch, 28. April: Milwaukee 107 – 99 Baltimore

Freitag, 30. April: Baltimore 106 – 118 Milwaukee
Die Milwaukee Bucks werden mit 4—0 Siegen zum ersten Mal NBA-Meister.

## Die Meistermannschaft der Milwaukee Bucks
| Kareem Abdul-Jabbar, Lucius Allen, Bob Boozer, Dick Cunningham, Bob Dandridge, Gary Freeman, Bob Greacen, Jon McGlocklin, McCoy McLemore, Oscar Robertson, Greg Smith, Jeff Webb, Marv Winkler, Bill Zopf Head Coach Larry Costello |